# Operalia
Operalia, The World Opera Competition è una competizione canora annuale per giovani cantanti d'opera. Fondata nel 1993 dal tenore Plácido Domingo, ha contribuito a lanciare a livello internazionale alcuni importanti nomi come Joseph Calleja, Giuseppe Filianoti, Rolando Villazón, José Cura, Joyce Didonato, Simone Alberghini, Elizabeth Futral, e Ana María Martínez.

## Storia
Operalia ha sede a Parigi, ma le competizioni hanno luogo ogni anno in una città diversa. Fra le città sede della manifestazione vi sono state Parigi che l'ha ospitata all'Opéra Garnier e al Théâtre du Châtelet, Città del Messico, Madrid, Bordeaux, Tokyo, Amburgo, Porto Rico, Los Angeles, Washington, Austria, Germania e Svizzera, Valencia e Québec. Nel 2013 la manifestazione è ospitata a Verona in concomitanza con il festival del centenario dell'Arena di Verona e il bicentenario verdiano e wagneriano.
La competizione è aperta a tutti i cantanti lirici di età compresa fra 18 e 30 anni, che hanno già cantato in teatri importanti a livello internazionale. Sono ammessi cantanti appartenenti ad entrambi i sessi ed a tutti i registri vocali. I partecipanti vengono selezionati, tramite audizioni, da una giuria nominata da Operalia. Tre giudici esaminano i nastri delle registrazioni presentate dai candidati e valutano i concorrenti per stilare una graduatoria di ammissione al concorso. I primi 40 cantanti vengono poi ammessi alla competizione vera e propria, rispetto ai circa 1.000 che si presentano ogni anno.
Il concorso è presieduto, tutti gli anni, da Plácido Domingo, anche se egli non partecipa alla giuria. La giuria è composta da 10 direttori d'orchestra provenienti da importanti teatri d'opera internazionali. I concorrenti debbono preparare 4 arie d'opera da eseguire in ciascuna delle quattro serate preliminari del primo turno di eliminazione del concorso. Nella prima serata il cantante sceglie l'aria con la quale desidera esordire ed i giudici decidono poi le arie da eseguire nelle successive tre serate. 
I cantanti possono anche competere nel concorso abbinato per arie di zarzuela. Se decidono per questa eventualità, canteranno un'aria di zarzuela per ogni serata, in aggiunta al pezzo per il concorso operistico. Dei 40 concorrenti, la metà viene eliminata nella prima selezione di quattro serate. Nella seconda parte del concorso, i 20 cantanti superstiti cantano un nuovo pezzo e alla fine soltanto 10 di essi vengono promossi alla fase successiva. Allo stesso modo, verranno poi eliminati altri 5 cantanti ed i rimanenti parteciperanno alla fase finale. Nei primi tre turni eliminatori, i cantanti vengono accompagnati al pianoforte, mentre nella serata finale canteranno con l'accompagnamento di un'orchestra sinfonica diretta da Plácido Domingo.
Nonostante alla finale partecipino soltanto 5 cantanti, la manifestazione mette in palio ben 10 premi per un ammontare totale di oltre 175.000 dollari. Nella competizione principale, vengono premiati i cantanti dal primo ad terzo posto sia per le voci maschili che per quelle femminili, per un totale di sei premi. Per la competizione della zarzuela, vengono premiati i primi classificati fra le voci maschili e femminili. Un cantante può vincere più di un premio. Più importante del premio in denaro, è la notorietà che ne scaturisce per la continuazione dell'attività nei teatri di tutto il mondo. I direttori d'orchestra presenti non si lasciano sfuggire l'occasione di ingaggiare questi nuovi cantanti per le prossime stagioni dei loro teatri.

## Elenco dei vincitori
| Nome                         | Voce           | Nazione             | Premio                                     | Classifica e anno       |
| ---------------------------- | -------------- | ------------------- | ------------------------------------------ | ----------------------- |
| Simone Alberghini            | basso          | Italia              | Vincitore                                  | 1994, Città del Messico |
| María Teresa Alberola Bañuls | soprano        | Spagna              | 3º premio & premio zarzuela                | 2006, Valencia          |
| Kate Aldrich                 | mezzosoprano   | Stati Uniti         | CulturArte — Porto Rico                    | 2002, Parigi            |
| Orlin Anastasov              | basso          | Bulgaria            | 1º premio                                  | 1999, Porto Rico        |
| Konstjantyn Andrejev         | tenore         | Ucraina             | 3º premio e premio zarzuela                | 2000, Los Angeles       |
| Thiago Arancam               | tenore         | Brasile             | 2º posto, premio zarzuela e Audience Award | 2008, Québec            |
| Oksana Arkajeva              | soprano        | Ucraina             | Vincitrice                                 | 2008, Québec            |
| Ainhoa Arteta                | soprano        | Spagna              | Vincitrice — Audience                      | 1993, Parigi            |
| Brian Asawa                  | controtenore   | Stati Uniti         | Vincitore                                  | 1994, Città del Messico |
| Jae Chul Bae                 | tenore         | Corea del Sud       | CulturArte                                 | 1998, Amburgo           |
| Isabel Bayrakdarian          | soprano        | Canada              | 1º posto - zarzuela                        | 2000, Los Angeles       |
| Vitalij Bilyj                | baritono       | Ucraina             | 4º posto                                   | 2004, Los Angeles       |
| David Bižić                  | basso-baritono | Serbia / Israele    | 2º posto                                   | 2007, Parigi            |
| Andrei Breous                | baritono       | Israele             | Russia zarzuela                            | 2000, Los Angeles       |
| Joseph Calleja               | tenore         | Malta               | CulturArte                                 | 1999, Porto Rico        |
| Mariola Cantarero            | soprano        | Spagna              | Zarzuela                                   | 1999, Porto Rico        |
| Marco Caria                  | baritono       | Italia              | 2º posto & Audience Prize                  | 2007, Parigi            |
| Mario Cassi                  | baritono       | Italia              | Zarzuela                                   | 2003, Lago di Costanza  |
| Arturo Chacón Cruz           | tenore         | Messico             | Zarzuela & CulturArte                      | 2005, Madrid            |
| Jennifer Check               | soprano        | Stati Uniti         | Zarzuela                                   | 2003, Lago di Costanza  |
| Carlos Cosías                | tenore         | Spagna              | Zarzuela                                   | 1998, Amburgo           |
| José Cura                    | tenore         | Argentina           | Vincitore — Audience                       | 1994, Città del Messico |
| Adriana Damato               | soprano        | Italia              | 1º premio                                  | 2003, Lago di Costanza  |
| Maja Daskuk                  | soprano        | Russia              | 3º premio                                  | 2001, Washington        |
| Stéphane Degout              | baritono       | Francia             | 2º premio                                  | 2002, Parigi            |
| Cecilia Díaz                 | mezzosoprano   | Argentina           | Vincitrice                                 | 1994, Messico           |
| Joyce DiDonato               | mezzosoprano   | Stati Uniti         | 2º premio                                  | 1998, Amburgo           |
| Kinga Dobay                  | mezzosoprano   | Germania            | Zarzuela                                   | 2005, Madrid            |
| Andión Fernández             | soprano        | Spagna              | Zarzuela                                   | 1998, Amburgo           |
| Giuseppe Filianoti           | tenore         | Italia              | 2º premio                                  | 1999, Porto Rico        |
| Marija Fontoš                | soprano        | Russia              | 3º premio                                  | 2002, Parigi            |
| Bruce Fowler                 | tenore         | Stati Uniti         | Vincitore                                  | 1994, Messico           |
| Elizabeth Futral             | soprano        | Stati Uniti         | 2º premio                                  | 1995, Madrid            |
| Aurelio Gabaldón             | tenore         | Spagna              | Zarzuela                                   | 2007, Parigi            |
| Antonio Gandía               | tenore         | Spagna              | Zarzuela                                   | 2001, Washington        |
| Jesus Garcia                 | tenore         | Stati Uniti         | 3º premio                                  | 2003, Lago di Costanza  |
| Eugenia Garza                | soprano        | Messico             | Zarzuela                                   | 2001, Washington        |
| Oziel Garza Ornelas          | baritono       | Messico             | Zarzuela                                   | 1996, Bordeaux          |
| Carmen Giannattasio          | soprano        | Italia              | 1º Prize & Audience Prize                  | 2002, Parigi            |
| Rachele Gilmore              | soprano        | Stati Uniti         | Zarzuela                                   | 2007, Parigi            |
| Giuseppe Gipali              | tenore         | Albania             | 2º premio                                  | 2003, Lago di Costanza  |
| Nancy Herrera                | mezzosoprano   | Spagna              | Zarzuela                                   | 1996, Bordeaux          |
| Hui He                       | soprano        | Cina                | 2º premio                                  | 2000, Los Angeles       |
| Carla Maria Izzo             | soprano        | Italia              | 1º premio & Audience Prize                 | 1997, Tokyo             |
| Maria Jooste                 | soprano        | Sudafrica           | 4º premio                                  | 2004, Los Angeles       |
| Joseph Kaiser                | tenore         | Canada              | 2º premio                                  | 2005, Madrid            |
| Hyoung-Kyoo Kang             | baritono       | Corea del Sud       | 2º premio                                  | 2001, Washington        |
| María Katzarava              | soprano        | Messico             | 1º premio & zarzuela                       | 2008, Québec            |
| Ketevan Kemoklidze           | mezzosoprano   | Georgia             | Zarzuela                                   | 2008, Québec            |
| Jae Hyoung Kim               | tenore         | Corea del Sud       | Zarzuela                                   | 2002, Parigi            |
| Sung Eun Kim                 | soprano        | Corea del Sud       | 1º premio                                  | 1995, Madrid            |
| Woo Kyung Kim                | tenore         | Corea del Sud       | 1º premio                                  | 2004, Los Angeles       |
| Anna Kiknadze                | mezzosoprano   | Georgia             | Zarzuela                                   | 2002, Parigi            |
| Arnold Kocharyan             | baritono       | Armenia             | Zarzuela                                   | 2000, Los Angeles       |
| Dmitry Korchak               | tenore         | Russia              | 4º posto & zarzuela                        | 2004, Los Angeles       |
| Maija Kovalevska             | soprano        | Lettonia            | 1º posto                                   | 2006, Valencia          |
| Natalija Kovalova            | soprano        | Ucraina             | 2º posto & Audience Award                  | 2004, Los Angeles       |
| Vitalij Kovaljov             | basso          | Ucraina             | CulturArte                                 | 1999, Porto Rico        |
| Oksana Kramarjeva            | soprano        | Ucraina             | 2º posto & Audience Award                  | 2008, Québec            |
| Vasilij Ladjuk               | baritono       | Russia              | 1º posto                                   | 2005, Madrid            |
| Valeriano Lanchas            | basso          | Colombia            | Zarzuela                                   | 2001, Washington        |
| Joshua Langston Hopkins      | baritono       | Canada              | 3º posto                                   | 2005, Madrid            |
| Ekaterina Lechina            | soprano        | Russia              | 1º posto                                   | 2007, Parigi            |
| Chang Yong Liao              | baritono       | Cina                | 1º posto                                   | 1997, Tokyo             |
| David Lomeli                 | tenore         | Stati Uniti         | 1º posto & Zarzuela Award                  | 2006, Valencia          |
| Israel Lozano                | tenore         | Spagna              | 3º posto, Zarzuela Award & Audience Award  | 2003, Lago di Costanza  |
| Irina Lungu                  | soprano        | Russia              | CulturArte                                 | 2004, Los Angeles       |
| Aquiles Machado              | tenore         | Venezuela           | 2º posto & Zarzuela Award                  | 1997, Tokyo             |
| Elena Manistina              | mezzosoprano   | Russia              | 1º posto                                   | 2002, Parigi            |
| Ana María Martínez           | soprano        | Stati Uniti         | Zarzuela                                   | 1995, Madrid            |
| Elisaveta Martirosyan        | soprano        | Georgia             | Audience Award                             | 2001, Washington        |
| John Matz                    | tenore         | Stati Uniti         | 2º posto & Zarzuela Award                  | 2002, Parigi            |
| David Menéndez Díaz          | baritono       | Spagna              | 3º posto                                   | 2005, Madrid            |
| Carlos Moreno                | tenore         | Spagna              | 3º posto                                   | 1996, Bordeaux          |
| Maki Mori                    | soprano        | Giappone            | 3º posto                                   | 1998, Amburgo           |
| Inva Mula                    | soprano        | Albania             | Vincitrice                                 | 1993, Parigi            |
| Lasha Nikabadze              | tenore         | Georgia             | CulturArte                                 | 2001, Washington        |
| Carmen Oprisanu              | mezzosoprano   | Romania             | 3º posto                                   | 1995, Madrid            |
| Lisette Oropesa              | soprano        | Stati Uniti         | 3º posto & Zarzuela Award                  | 2007, Parigi            |
| John Osborn                  | tenore         | Stati Uniti         | 1º posto                                   | 1996, Bordeaux          |
| Eric Owens                   | basso          | Stati Uniti         | 2º posto                                   | 1996, Bordeaux          |
| Phyllis Pancella             | mezzosoprano   | Stati Uniti         | 2º posto                                   | 1996, Bordeaux          |
| Ol'ga Peretjat'ko            | soprano        | Russia              | 2º posto                                   | 2007, Parigi            |
| Ailyn Perez                  | soprano        | Stati Uniti         | 2º posto                                   | 2006, Valencia          |
| Jossie Perez                 | mezzosoprano   | Stati Uniti         | Zarzuela Award                             | 2001, Washington        |
| Michail Petrenko             | basso          | Russia              | 4º posto                                   | 2004, Los Angeles       |
| Susanna Phillips             | soprano        | Stati Uniti         | 1º posto & Audience award                  | 2005, Madrid            |
| Robert Pomakov               | basso          | Canada              | 3º posto                                   | 2000, Los Angeles       |
| Dmytro Popov                 | tenore         | Ucraina             | 2º posto                                   | 2007, Parigi            |
| Joel Prieto                  | tenore         | Spagna / Porto Rico | 1º posto, Zarzuela Award & CulturArte      | 2008, Québec            |
| Sabina Puértolas             | soprano        | Spagna              | Zarzuela Award                             | 2003, Lago di Costanza  |
| Diógenes Randes              | basso          | Brasile             | 2º posto                                   | 2005, Madrid            |
| Alessandra Rezza             | soprano        | Italia              | 2º posto                                   | 2001, Washington        |
| Ángel Rodríguez Rivero       | tenore         | Spagna              | Zarzuela Award                             | 1997, Tokyo             |
| Rafael Rojas                 | tenore         | Messico             | Zarzuela Award                             | 1995, Madrid            |
| Trevor Scheunemann           | baritono       | Stati Uniti         | 3º posto                                   | 2006, Valencia          |
| Erwin Schrott                | basso          | Uruguay             | 1º posto & Audience Award                  | 1998, Amburgo           |
| Carine Sechehaye             | mezzosoprano   | Svizzera            | Zarzuela Award                             | 2007, Parigi            |
| Jung Hack Seo                | baritono       | Corea del Sud       | 2º posto                                   | 1997, Tokyo             |
| In-Sung Sim                  | baritono       | Corea del Sud       | Zarzuela Award                             | 2004, Los Angeles       |
| Daniil Štoda                 | tenore         | Russia              | 2º posto                                   | 2000, Los Angeles       |
| Carmen Solis González        | soprano        | Spagna              | CulturArte                                 | 2007, Parigi            |
| Nina Stemme                  | mezzosoprano   | Svezia              | Vincitrice                                 | 1993, Parigi            |
| Xiu Wei Sun                  | soprano        | Cina                | 3º posto                                   | 1997, Tokyo             |
| Károly Szemerédy             | baritono       | Ungheria            | 3º posto                                   | 2008, Québec            |
| Lynette Tapia                | soprano        | Stati Uniti         | 1º posto & Audience Award                  | 1996, Bordeaux          |
| Masako Teshima               | mezzosoprano   | Giappone            | Vincitore                                  | 1994, Città del Messico |
| Ludovic Tézier               | baritono       | Francia             | 2º posto                                   | 1998, Amburgo           |
| Dīmītra Theodosiou           | soprano        | Grecia              | 2º posto & Audience Award                  | 1995, Madrid            |
| Virginia Tola                | soprano        | Argentina           | Zarzuela & Audience Awards                 | 2000, Los Angeles       |
| Rolando Villazón             | tenore         | Messico             | 2º posto, Audience & Zarzuela Awards       | 1999, Porto Rico        |
| Vittorio Vitelli             | baritono       | Italia              | 3º posto                                   | 1996, Bordeaux          |
| Dimitry Voropaev             | tenore         | Russia              | 3º posto                                   | 2004, Los Angeles       |
| Karen Vuong                  | soprano        | Stati Uniti         | CulturArte                                 | 2006, Valencia          |
| Yali-Marie Williams          | soprano        | Porto Rico          | 3º posto                                   | 1999, Porto Rico        |
| Elena Xanthoudakis           | soprano        | Grecia / Australia  | 3º posto                                   | 2008, Québec            |
| Guang Yang                   | mezzosoprano   | Cina                | 1º posto                                   | 2001, Washington        |
| Tae Joong Yang               | baritono       | Corea del Sud       | 1º posto                                   | 2007, Parigi            |
| Kwangchul Youn               | basso          | Corea del Sud       | Vincitore                                  | 1993, Parigi            |
| Miguel Ángel Zapater         | basso          | Spagna              | 1º posto                                   | 1995, Madrid            |